# Сауна
Сауна је финска реч која обележава малу зграду или просторију која се после загревања употребљава за саунирање. Унутрашњост сауне је јако добро изолована од околине и обложена је дрвом које јако добро делује на психу човека. У сауни је инсталација за грејање — пећи које загревају и до 140°C у финској сауни је и камење на пећи на које се сипа вода да би се створила пара која повећава влажност ваздуха. Влажност у сауни је обично мала и износи неколико десетина процената., слово
У пећима сауне се обично ложи дрвом али јако честа је и употреба електричне енергије најме у кућама а понекад се можемо сусрести и са нафтним пећима. Примитивна сауна може функционисати и без саунских пећи и греје се камењем које се разжари напољу на отвореној ватри. То је био принцип који је употребљаван првобитно.